# Rundfunkjahr 1936

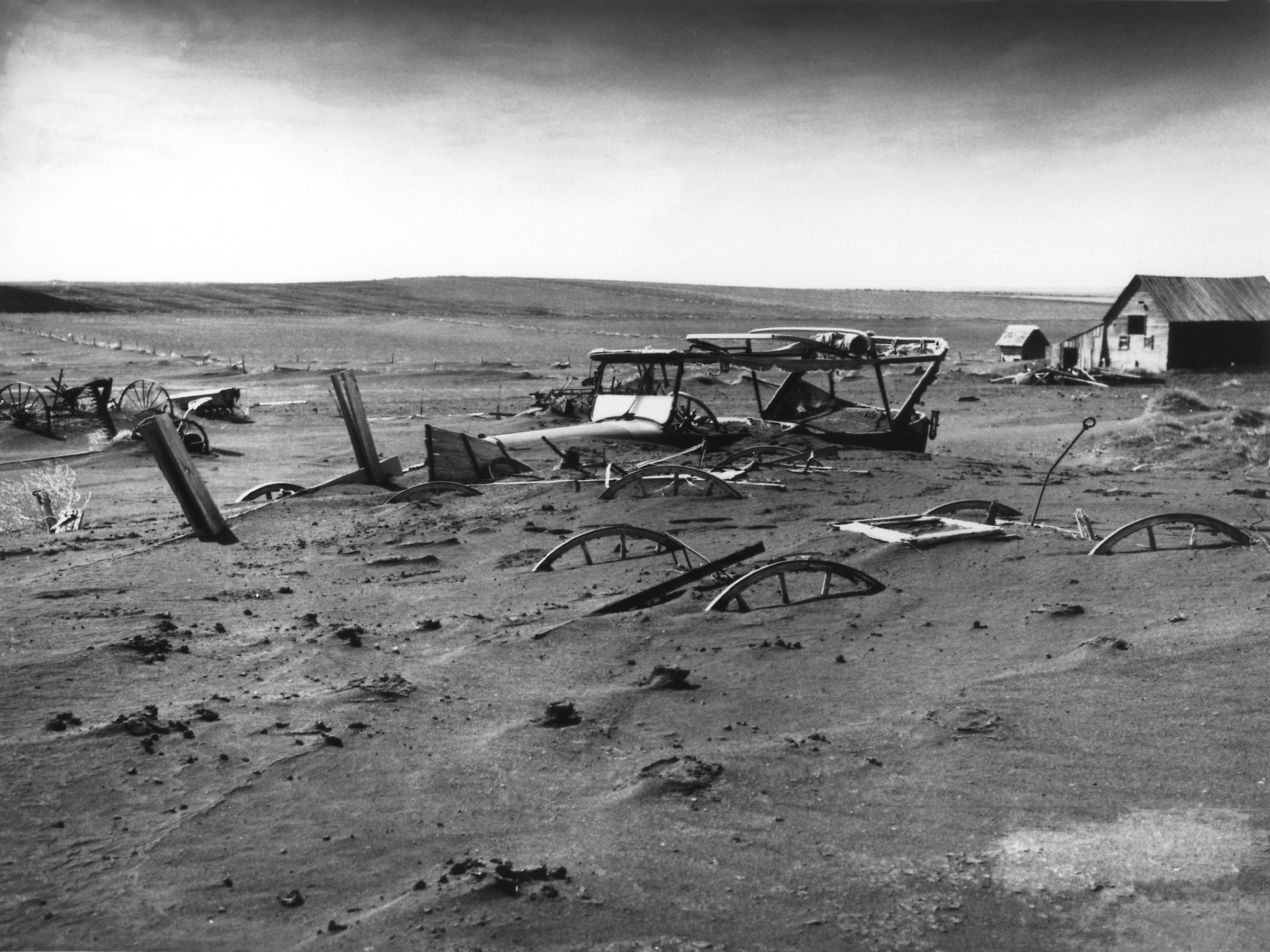
1936: Verheerende Staubstürme in den Great Plains zwingen viele Farmer aufzugeben und sich ein Einkommen als Wanderarbeiter zu suchen

Liste der Rundfunkjahre

◄◄ | ◄ | 1932 | 1933 | 1934 | 1935 | Rundfunkjahr 1936 | 1937 | 1938 | 1939 | 1940 | ► | ►►

Weitere Ereignisse

## Allgemein
- The General Theory of Employment, Interest and Money (deutsch: Allgemeine Theorie der Beschäftigung, des Zinses und des Geldes), das Hauptwerk des britischen Ökonomen John Maynard Keynes erscheint. Es behandelt den Fall eines längeren Ausbleibens der Nachfrage, ein in der bis dahin vorherrschenden neoklassischen Wirtschaftstheorie wenig beachteter Umstand.
- Von 1. August bis 16. August werden in Berlin die XI. Olympischen Sommerspiele ausgetragen.

## Hörfunk
- 1. Januar – Einstellung der Werbesendung im gesamten deutschen Rundfunk.
- 2. November – Die Canadian Broadcasting Corporation (CBC) nimmt ihren Betrieb auf.

## Fernsehen
- 1. August – Start der ersten Fernseh-Direktberichte aus dem Olympiastadion Berlin (durch Einsatz von Ikonoskop-Kameras).

## Geboren
- 19. Januar – Rainer Brandt, deutscher Synchronsprecher und Dialogautor, wird in Berlin geboren.
- 1. Februar – Manfred Schott, deutscher Synchronsprecher (deutsche Standardstimme von Jack Nicholson, Michael Caine, Burt Reynolds und Adriano Celentano), wird in München geboren († 1982).
- 16. März – Elisabeth Volkmann, deutsche Schauspielerin, Komikerin und Synchronsprecherin (deutsche Stimme der Zeichentrickfigur Marge Simpson), wird in Essen geboren († 2006).
- 8. April – Klaus Löwitsch, deutscher Schauspieler (Peter Strohm, 1989–96), wird in Berlin geboren († 2002).
- 22. April – Dieter Kronzucker, deutscher Fernsehjournalist und Hochschuldozent, wird in München geboren.
- 12. Mai – Klaus Doldinger, deutscher Jazzmusiker und Komponist (zahlreiche Musiken zu Filmen wie Das Boot und Fernsehserien wie Ein Fall für zwei ), wird in Berlin geboren.
- 7. Juni – Pippo Baudo, italienischer Entertainer und Moderator, wird in Militello in Val di Catania geboren († 2025).
- 24. August – Walter Richard Langer, österreichischer Hörfunkmoderator (Vokal – Instrumental – International, 1967–87), wird in Wien geboren († 1995).
- 24. September – Jim Henson, US-amerikanischer Regisseur und Fernsehproduzent, wird in Greenville (Mississippi) geboren († 1990).
- 19. Oktober – Willy Knupp, deutscher Motorsport-Journalist, wird geboren († 2006).
- 31. Oktober – Michael Landon, US-amerikanischer Schauspieler und Seriendarsteller (Unsere kleine Farm, Ein Engel auf Erden), wird in Forest Hills, New York geboren († 1990).
- 19. November – Dick Cavett, US-amerikanischer Talkshowmoderator, wird in Gibbon, Nebraska geboren.
- 28. November – Horst Friedrich Mayer, österreichischer Nachrichtenmoderator (Zeit im Bild), wird in Wien geboren († 2003).

## Gestorben
- 15. Juni – Hans Böttcher, deutscher Rundfunkpionier und Regisseur, vorwiegend von niederdeutschen Hörspielen bei der NORAG, stirbt 37-jährig in Hamburg-Eppendorf.